# آمون گوت
آمون لئوپولد گوت (به آلمانی: Amon Leopold Göth) (زاده ۱۱ دسامبر ۱۹۰۸- مرگ ۱۳ سپتامبر ۱۹۴۶) یک افسر اس اس اتریشی و فرمانده اردوگاه کار اجباری کراکوف-پلاشوف در دوران جنگ جهانی دوم بود.
گوت اردوگاه را با کمال بی رحمی و خشونت تمام اداره می‌کرد. گفته شده که او به علت داغ بودن سوپش به یک آشپز یهودی شلیک کرد و در صورتی که تشخیص می‌داد یک زندانی به خوبی کار نمی‌کند از پنجره دفترش به سوی او آتش می‌گشود. او نیز زنان و دخترانی را که با پسر های غریبه در ارتباط بودن و با آنها دوست بودن را به قتل میرساند زیرا معتقد بود زنان و دختران موجوداتی با ارزش هستند و با در ارتباط بودن با هر مردی ارزش خود را از دست داده و دیگر ارزشی ندارند، تعداد زنان به قتل رسیده توسط آمون ناشناخته است ولی تخمین زده میشود بین ۲۰۰ تا ۵۰۰ تا زن بالای ۱۸ سال توسط او بخاطر داشتن رفیق پسر به قتل رسیده اند
گوت به علت تخلفات عدیده از ریاست اردوگاه برکنار شد. بعد از پایان جنگ توسط متفقین محاکمه و به عنوان جنایتکار جنگی محکوم به اعدام شد. عکسی که قبل از اعدام از گوت گرفته شده، او را با لبخند نشان می‌دهد. آخرین کلمه گوت قبل از اعدام درود بر هیتلر بود.
دلیل اصلی شهرت گوت در سال‌های اخیر به فیلم فهرست شیندلر برمی گردد. در این فیلم رالف فاینس نقش گوت را ایفا می‌کند.

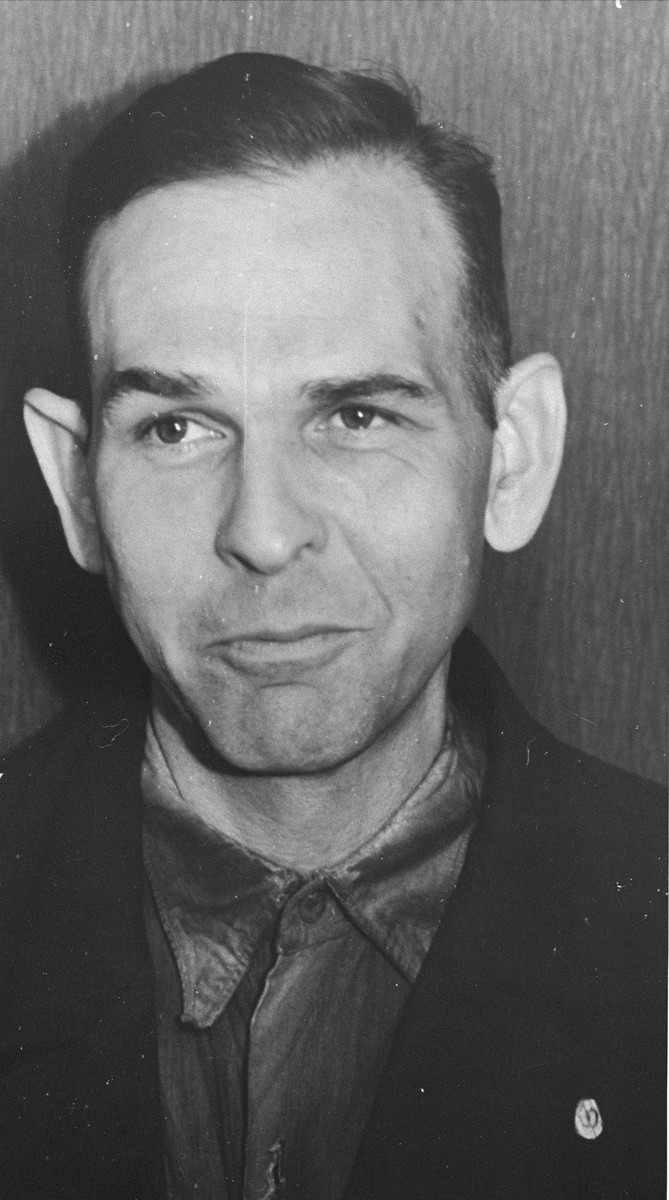
آمون گوت در سال ۱۹۴۶، دقایقی پیش از اعدام